# Plan Revie
El plan Revie fue un sistema táctico futbolístico empleado por el Manchester City en la década de 1950. El nombre proviene de Don Revie, jugador de dicho club que tenía el papel más importante en el desarrollo de esta táctica.

## Origen y estrategia
En 1953, la selección húngara derrotó a la selección inglesa por el abultado resultado de 6:3 en el Estadio de Wembley, y donde la posición del jugador húngaro Nándor Hidegkuti fue un problema permanente para la defensa inglesa, descolocada con un jugador con gran proyección ofensiva, pero al mismo tiempo en una posición más retrasada de lo habitual. En dicho partido Hidegkuti marcó los tres goles de diferencia entre uno y otro cuadro. El plan Revie se inspiró en la táctica empleada por los húngaros, de manera que el entonces entrenador de Manchester City, Les McDowall, reconvirtió a Don Revie de delantero centro a segunda punta situado por detrás de los delanteros netos, pero manteniendo esa capacidad de proyección en ataque.

## Uso notable
El sistema fue implementado por primera vez en el equipo de reservas del Manchester City, que, gracias a su uso, se mantuvo invicto en los últimos veintiséis encuentros de la temporada 1953-54. Antes del comienzo de la siguiente campaña, Les McDowall inició la pretemporada con sus jugadores dos semanas antes de lo previsto para introducir el uso del plan. Sin embargo, el Manchester City cayó derrotado por cinco goles a cero en el primer partido en el que usaron el plan. No obstante, los jugadores se fueron acostumbrando al nuevo sistema de juego y este comenzó a dar sus resultados. Gracias a su uso, el Manchester City llegó a la final de la FA Cup de 1955. En este partido, McDowall no pudo emplear el plan, ya que Jimmy Meadows, una pieza importante del mismo, se lesionó a los diecisiete minutos de juego. Finalmente, el resultado fue de 3-1 favorable al Newcastle United. Por el contrario, gracias a este plan llegaron nuevamente a la final del año siguiente, y en dicha ocasión sí pudo derrotar al Birmingham City, y obtener dicho campeonato, tras ganar en la final por un marcador de 3:1.